# Casterner de Noals
Casterner de Noals és un poble de la comarca aragonesa de la Ribagorça. Pertany al municipi de Montanui. Es troba a 1044 metres d'altitud sobre el nivell del mar, a la riba esquerra de la Valira de Castanesa. L'any 2009 tenia 12 habitants.

## Toponímia
El nom pot venir de Castrum Negrum, castell negre en llatí.

## Monuments
- Església del segle xviii, amb moltes reformes.
- Ruïnes d'un castell.
- Ermita de la Verge de Buràs, romànica, del segle xi.